# Richard Ian Wright
Richard Ian Wright (Ipswich, 5 de novembre de 1977) és un porter de futbol professional anglès i entrenador de porters que juga al Manchester City. Es va unir a l'Ipswich Town com a aprenent, jugant-hi més de 200 vegades entre 1995 i 2001.